# Náhrobek Skrbenských
Náhrobek Skrbenských se nachází na hřbitově při farním kostelu Archanděla Michaela v obci Hošťálkovy v okrese Bruntál. K 18. 9. 1972 byl zapsán jako kulturní památka, je evidován v Ústředním seznamu kulturních památek ČR. V sousedství je další, pískovcový náhrobek Skrbenských z Hříště.

## Historie
V roce 1666 zdědil zámek v Hošťálkovech Kryštof Bernard svobodný pán Skrbenský z Hříště, který byl ženat od v roku 1645 s Barborou Juditou Tvorkovskou z Kravař. Spolu měli syna Františka Alberta. Po přestěhování na Opavsko byl sudím a výběrčím daní pro Opavské knížectví. V roce 1660 se oženil podruhé s  Kateřinou Apolenou Bořitovou z Budče. Za jeho života byl rozšířen zámek v Hošťálkovech. Také byl zásadovým protestantem, který bránil násilné rekatolizaci po ukončení třicetileté války. Zemřel  13. března 1683. V roce 2015 byl náhrobek restaurován.

## Popis
Dvojice nízkých mramorových sarkofágů Kryštofa Bernarda Skrbenského z Hříště a jeho manželky Apoleny Bořitovské z Budče z roku 1686. Čela náhrobků jsou zdobena reliéfem. Desky obou sarkofágů vytváří dojem otevřené knihy. Na deskách jsou tesané nápisy.
Pravá deska náhrobku:
| „ | HIC DORMIT / PAR FIDVM / ILLVSTRISSMORVM CONIVGVM / ? QVI / SICVTI OLIM / IN TORO CONIVGALI CONIVCIIM QIE VERE / ITA ET / POST FVNERA IN SEPARATI. QVIESCVNT / ILLVSTRISSIMA / IN ADIACENTE SAXO / ? DENOMINATA / CONTVX / ILLVSTRISSIMA DOMINA / DOMINA CATHARINA APOLLONIA / BARONISSA SKRBENSKV DE HRZISSTIE / ET SCHOENHOFF NATA DE BORZITA ET BVTCZE / PERACTIS DVODECIN VIDVITATIS ANNIS / VITAM SVAM / TAM NATALIBVS QVAMVIRTVTIBVS / ILLVSTREM / A : 1698, 25, MARTY AETATE 53. ANN. 3 MENS: ET 13 DIERVM / SVMPTOMATE APOPLECTIGO / CLAVSIT / ET / IJLLVSTRISSIMI RAEDEFVNCTI DOMINI MARITI / CVBICVLVM HOCCE SVBTERRANEVM / DIRECTIONE ALTISSIMI / INGRESSA EST. / FILIVS SVPERSTES / ILLVSTRISSIMVS DOMINVS / DOMINUS IOHANNES CHRISTOPHORUS SKRBENSKY / BÁRO DE HRZISSTIE ET SCHOENHOFF DOMINVS IN GOTSCHDORFF / ET MOKER / AMBOS PARENTES AM BOBVS MONVMENTIS / OBSEQVIOSE VENEPATVR . | “ |

Levá deska náhrobku:
| „ | VIATOR / QVI MODO / IN MORTALITATE SVBSIS / SISTE PAVLIS PER GRADVM / ET HIC CONTEMPLARE / MORTALITATEM ET IMMORTALITATEM / IN HIA VIXIT IN HAC MODO VIVIT / ILLVSTRISSIMVS DOMINVS / DOMINVS CHRISTOPUORUS BERNHARDVS SKRBENSKY / BÁRO DE HRZISSTIE ET SCHOENHOFF DOMINVS IN GOTSCHDORFF ET MOKER / NATVSA: 1615, 510 IANVARY / DENATVSA: 1686 . 13. MARTY. / CVIVS PRIMA ILLVSTRISSIMA CONTVXFVXT / ILLVSTRISSIMA OMINA / DOMINA IVDITH BARBARA BARONISSA DE TWERKAV / ET SKRAWARZ / ILLVSTRISSIMA SVPERSTES / DOMINA CATHARINA APOLLONIA NATA DE BORZIT / ET BVTCZE / ILLVSTRISSIMVM DEFVNCTVM / LVGET TENERRIME. / ET ILLVSTRISSIMVS DOMINVS / DOMINVS IOHANNES CHRISTOPHORUS SKRBENSKY / BÁRO DE HRZISSTIE ET SCHOENHOFF DOMINVS IN GOTSCHDORFF / ET MOKER / TANQVAM FILIVS ET VNICVS HAERES / HOC MONVMENTVM / PONI CVRAVIT / IPSIVS FILIALES LACRYMAE / ILLVSTRISSIMVM DOMINVM PARENTEM / COMITANTVR / AD IMMORTALITATEM / CVIVS MEMOR / PERGE / VIATOR | “ |